# Apocrisiario
Un apocrisiario (del griego ἀποκρισιάριος ) era un alto cargo diplomático durante la Alta Edad Media. Su equivalente moderno es embajador o nuncio.
El apocrisiario era un clérigo que actuaba como representante de un Patriarca ante el emperador de Bizancio, aunque el título se utilizaba también para hacer referencia al representante de un arzobispo metropolitano en la corte de su correspondiente Patriarca, en Constantinopla, Alejandría, Antioquía o Jerusalén. 
Los apocrisiarios más célebres fueron los enviados desde 452 hasta 743 por el Papa, como Patriarca de Roma, a Constantinopla, la capital del Imperio Bizantino, o Imperio Romano de Oriente. Este puesto fue desempeñado por clérigos notables, como los futuros papas Gregorio I, Sabiniano, Bonifacio III y Martín I. También había un apocrisiario del Papa en la corte del exarca de Rávena. En contrapartida, al menos durante el papado de Gregorio I, el arzobispo de Rávena tuvo un "responsalis" especial en la corte papal. 
Desde los tiempos de Carlomagno en la corte de los reyes francos hubo apocrisiarios, pero eran sólo archicapellanes reales, aunque ostentaran el título de los antiguos enviados papales.
Lista de apocrisiarios papales en Constantinopla (452-743):
- 579-585/6 : Gregorio — (luego papa Gregorio Magno)
- 593-595/7 : Sabiniano — (luego papa Sabiniano)
- 603-606/7 : Bonifacio — (luego papa Bonifacio III)
- ? ? ? - 649 : Martín — (luego papa Martín I)

- Datos: Q618870